# Anna S. Dolgorukova
Anna S. Dolgorukova (ryska:  Анна Сергеевна Долгорукова), född 28 mars 1719, död 13 mars 1778, var en rysk pedagog, adelsdam och hovdam. Hon var den första föreståndaren för Smolnyjinstitutet i Sankt Petersburg 1764. 
Hon var dotter till riksrådet furst Sergej Petrovitj Dolgorukij (1696-1761) och furstinnan Irina Petrovna Galitzine (1700-1751) och syster till furst V. S. Dolgorukij (1724-1803), rysk sändebud till Fredrik den store. Hon var hovfröken före sitt giftermål med furst Aleksej Golitsyn (1713-1765). Hon hade fått en hög utbildning och beskrivs som kvick och anmärknigsvärt intelligent, och blev hovdam hos Katarina den stora. Den 5 maj 1764 utsågs hon av Katarina den stora till föreståndare för det nyligen grundade Smolnyjinstitutet.  
Dolgorukova beskrivs dock även som stolt och högfärdig, och hennes dominanta attityd och vidskeplighet ska ha gjort att monarken snart bedömde henne som olämplig för sin befattning. Katarina betalade henne därför pengar för att självmant avgå, något hon också gjorde. 1766 lämnade hon sin post vid hovet och bosatte sig därefter i Moskva.